# Melanin
Melanin é uma canção da cantora norte-americana Ciara com a participação da cantora e compositora americana, Ester Dean, da dupla americana City Girls e das atrizes, Lupita Nyong'o e La La Anthony.

## Composição
“Melanin” é um hino do poder feminino negro que fala sobre o orgulho de ter a pele escura. O título se refere ao pigmento da pele que dá a cor à pele humana, pessoas de pele mais escura têm mais melanina do que pessoas de pele clara.

## Performances ao Vivo
Foi performada na 47º edição do American Music Awards em 24 de novembro de 2019 e contou com a participação especial de La La Anthony.

## Faixas e formatos
| Download Digital |                                                                            |         |  |
| N.º              | Título                                                                     | Duração |  |
| 1.               | "Melanin" (participação de Lupita Nyong'o, Ester Dean, City Girls & La La) | 4:29    |  |

## Histórico de lançamento
| País  | Data                   | Formato                     | Gravadora                  |
| ----- | ---------------------- | --------------------------- | -------------------------- |
| Mundo | 22 de Novembro de 2019 | Download digital, streaming | Beauty Marks Entertainment |